# Tyskland i European Youth Winter Olympic Festival 2009
Tyskland deltog i European Youth Winter Olympic Festival 2009. Tyskland deltog med 43 aktiva. De tyska idrottarna vann totalt 15 medaljer, fyra guld, sju silver och tre brons.

## Medaljer

### Guld
- Nordisk kombination
  - Herrarnas sprint: Manuel Faißt[2]
  - Herrarnas lagtävling: Tobias Simon, Otto Schall, Manuel Faißt [3]

- Skidskytte
  - Damernas sprint: Christina Maierhofer[4]
  - Mixstafett: Christina Maierhofer, Jennifer Horn, Johannes Kuhn, Steffen Bartscher[5]

### Silver
- Alpin skidåkning
  - Herrarnas storslalom: Stefan Luitz[6]
- Längdskidåkning
  - Damernas 5km klassisk: Lucia Anger[7]
  - Mixstafett: Lucia Anger, Max Wohlleben, Hanna Kolb, Thomas Wick [8]
- Skidskytte
  - Herrarnas sprint: Steffen Bartcher[9]
  - Damernas jaktstart: Christina Maierhofer[10]
- Snowboard
  - Herrarnas bordercross: Martin Nörl[11]
  - Herrarnas bordercross: Julia Hennecke[12]

### Brons
- Alpin skidåkning
  - Herrarnas slalom: Dominik Homsek[13]
  - Damernas slalom: Michaela Wenig[14]
- Nordisk kombination
  - Herrarnas sprint: Tobias Simon[2]
- Skidskytte
  - Damernas sprint: Birgit Riesle[4]

## Trupp
Här följer de 43 tyska idrottarna som deltog i sju sporter.
Alpin skidåkning:
- Simona Hösel
- Maria Erhart
- Michaela Wenig
- Ann-Kathrin Breuning
- Stefan Luitz
- Christian Ferstl
- Dominik Homsek
- Andreas Steinbacher

Backhoppning:
- Stephan Leihe
- Jan Mayländer
- Lukas Ramesberger
- Marc Genserer

Konståkning:
- Paul Fentz
- Sandy Hoffmann
- Domenique Dieck
- Michael Zenker

Längdskidåkning:
- Lucia Anger
- Theresa Eichhorn
- Hanna Kolb
- Elisabeth Schicho
- Christian Flöttl
- Thomas Wick
- Max Wohlleben
- Alexander Wolz

Nordisk kombination:
- Otto Schall
- Tobias Simon
- Manuel Faißt

Skidskytte:
- Jennifer Horn
- Christina Meierhofer
- Birgit Riesle
- Nicole Ebner
- Johannes Kühn
- Steffen Bartscher
- Julian-Aron Göggel
- Toni Wagler

Snowboard:
- Luca Berg
- Julia Hennecke
- Martin Noerl
- Mathieu Laboureur
- Marie-Therese Essler
- Theresa Scheid
- Fabian Miller
- Christian Hupfauer